# Porina semecarpi
Porina semecarpi är en lavart som beskrevs av Vain. Porina semecarpi ingår i släktet Porina och familjen Porinaceae.   Inga underarter finns listade i Catalogue of Life.